# Harmångers landsfiskalsdistrikt
Harmångers landsfiskalsdistrikt var 1918–1941 ett landsfiskalsdistrikt i Gävleborgs län, bildat när Sveriges indelning i landsfiskalsdistrikt trädde i kraft den 1 januari 1918, enligt beslut den 7 september 1917. Landsfiskalsdistriktet avskaffades den 1 oktober 1941 (genom kungörelsen 28 juni 1941) när Sverige fick en ny indelning av landsfiskalsdistrikt. Av dess ingående områden överfördes då Rogsta landskommun till Hälsingtuna landsfiskalsdistrikt och Harmångers landskommun till Gnarps landsfiskalsdistrikt.
Landsfiskalsdistriktet låg under länsstyrelsen i Gävleborgs län.

## Ingående områden
Distriktet bestod under hela dess existens av samma område:
- Harmångers landskommun
- Rogsta landskommun